# ВАЗ-2101
ВАЗ-2101 «Жигули» — советский заднеприводный легковой автомобиль малого класса с кузовом типа седан. Первая модель, выпущенная Волжским автомобильным заводом. На базе ВАЗ-2101 было создано так называемое «классическое» семейство автомобилей ВАЗ, которое находилось на конвейере до 17 сентября 2012 года.
За выпуск данной модели в мае 1972 года Волжскому автомобильному заводу была вручена международная премия «Золотой Меркурий».
В 2000 году ВАЗ-2101 был назван лучшим отечественным автомобилем XX века по результатам всероссийского опроса, проведённого журналом «За рулём».
За время производства, с 19 апреля 1970 года по 1988 год было выпущено 4 846 900 автомобилей ВАЗ-2101 всех модификаций.

## Происхождение названия
Название «Жигули», предложенное конструктором А. М. Чёрным, было утверждено директором Волжского автозавода В. Н. Поляковым ещё в начале 1967 года. Оно берёт начало от названия местности Жигулёвские горы — возвышенности на правом берегу Волги, расположенной напротив города Тольятти, в котором и производился автомобиль.
В народе к ВАЗ-2101 в разное время «приклеились» два прозвища: сначала — «единичка», «ноль первая», «жигулёнок», а уже в конце 1980-х годов, когда модель перестала считаться престижной — «копейка».

## История создания
16 августа 1966 года в Москве было подписано генеральное соглашение между итальянской компанией Fiat и Внешторгом о научно-техническом сотрудничестве в области разработки легковых автомобилей. В его рамках был утверждён проект строительства автозавода на территории СССР. Этим соглашением определялись и сами модели: два автомобиля в комплектации «норма» с кузовами седан (ВАЗ-2101) и универсал (ВАЗ-2102), и автомобиль «люкс» (ВАЗ-2103). В качестве прототипа для «нормы» сразу был определён Fiat 124, получивший в 1967 году награду «Европейский автомобиль года».

Летом 1966 года проходило знакомство советских специалистов с итальянским автомобилем. В ходе испытаний на Дмитровском автополигоне у автомобилей Fiat 124 выявились серьёзные проблемы с долговечностью кузова и задних дисковых тормозов. Маленький дорожный просвет и отсутствие буксирных проушин делали проблематичной эксплуатацию машин на пересечённой местности. Недовольство советских инженеров вызывал также нижневальный двигатель — бесперспективный с точки зрения дальнейшего развития конструкции. Все замечания советских специалистов были учтены итальянскими конструкторами.

Внутреннее устройство ВАЗ-2101 (Музейный комплекс УГМК)
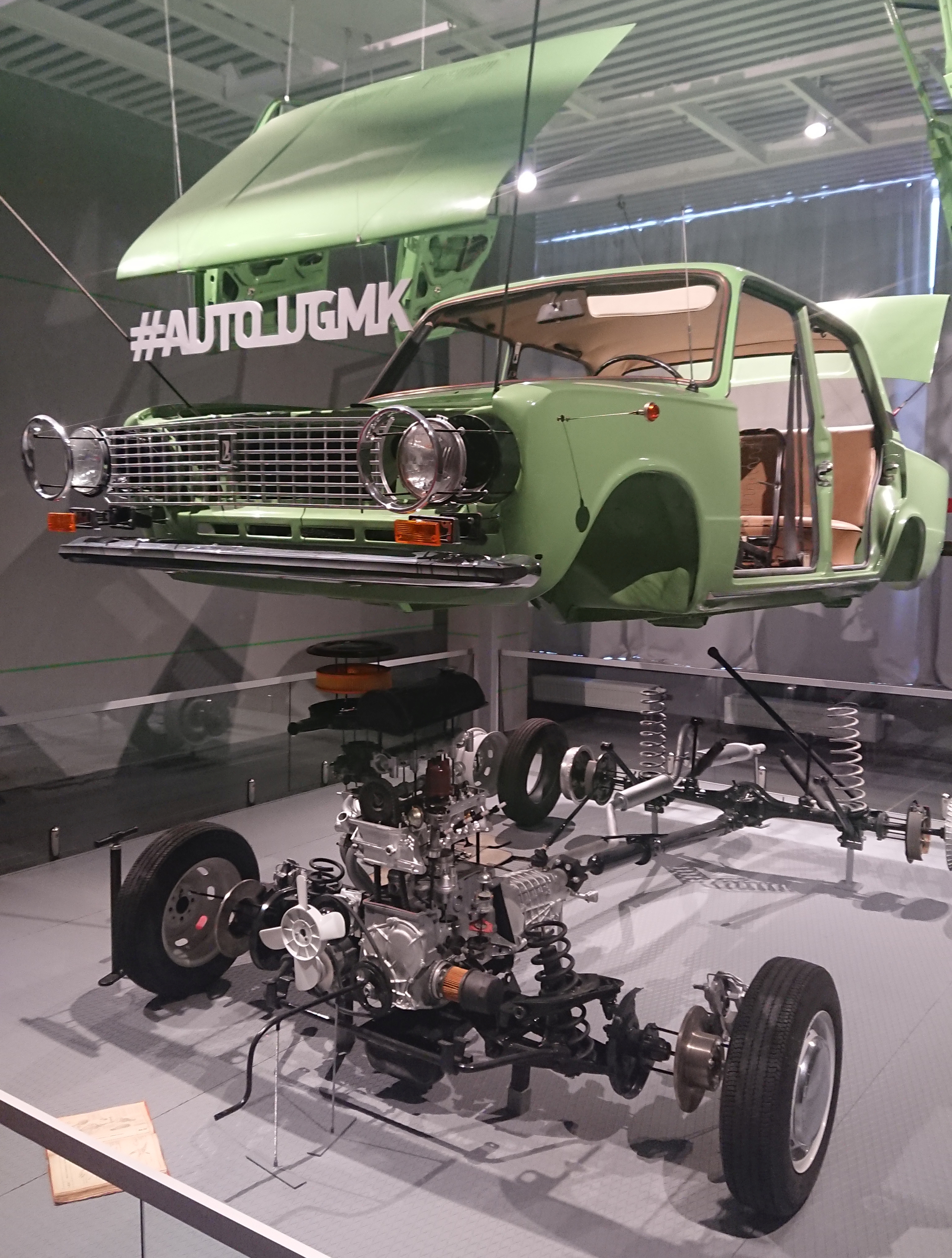
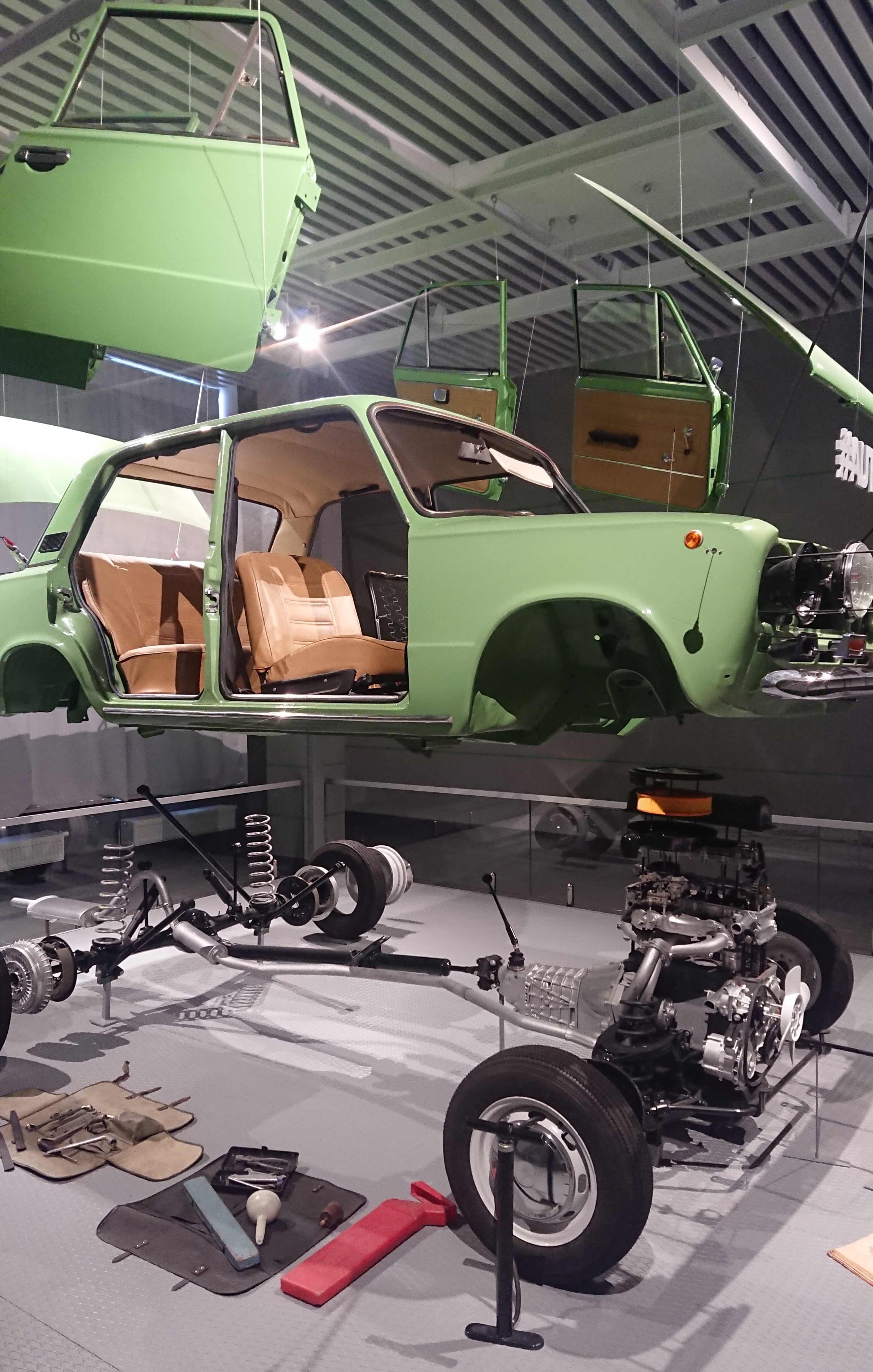
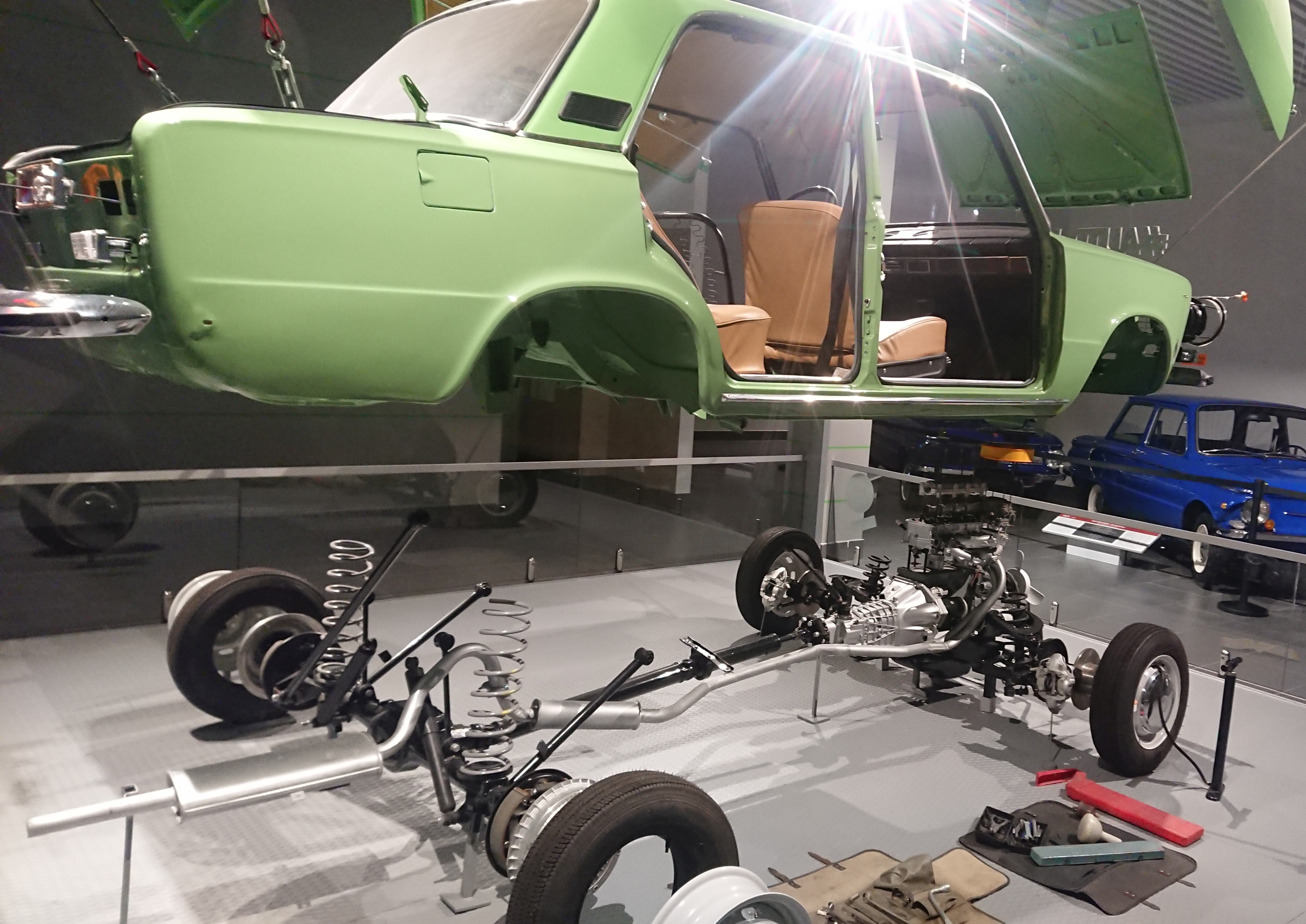
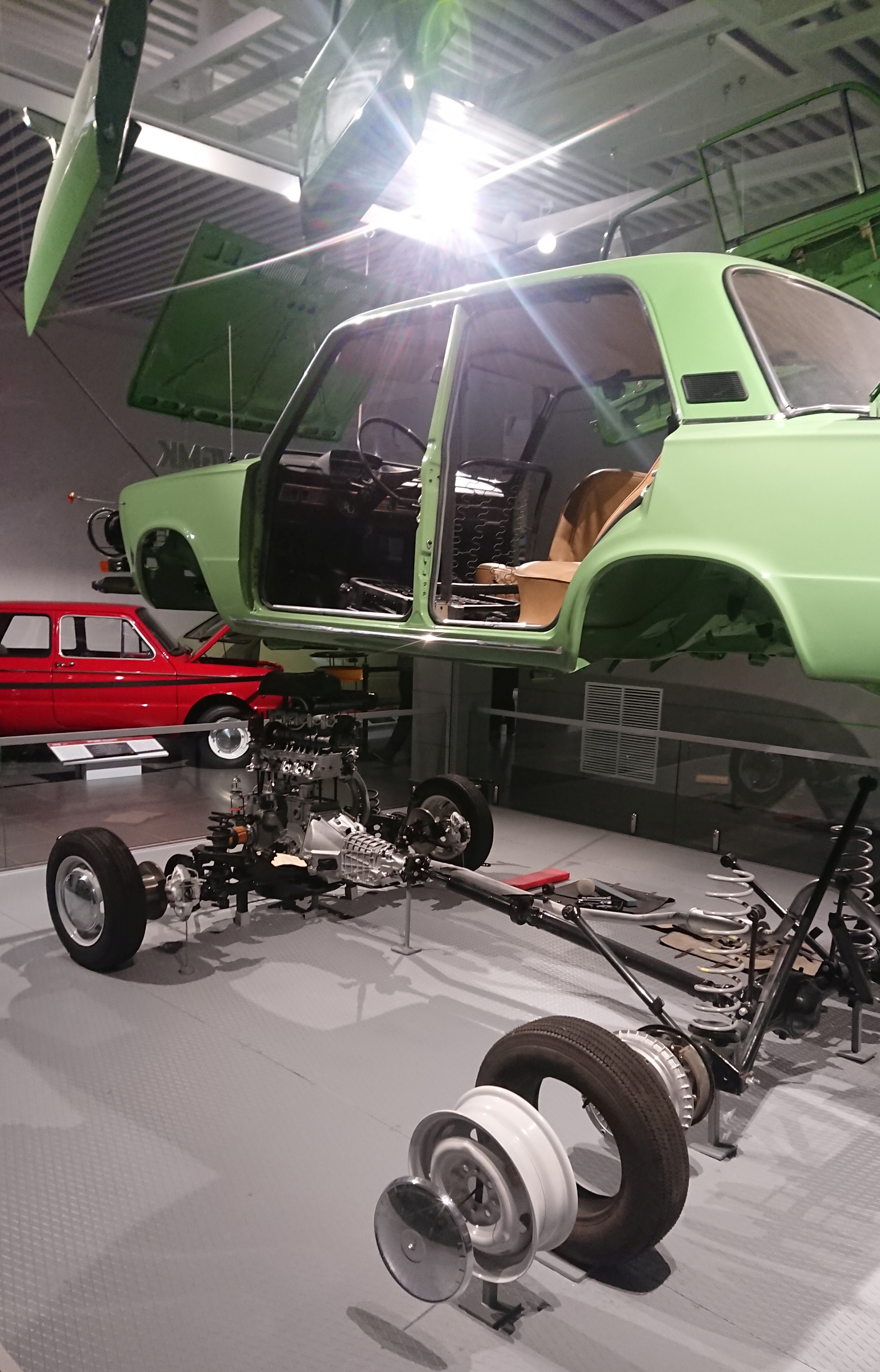
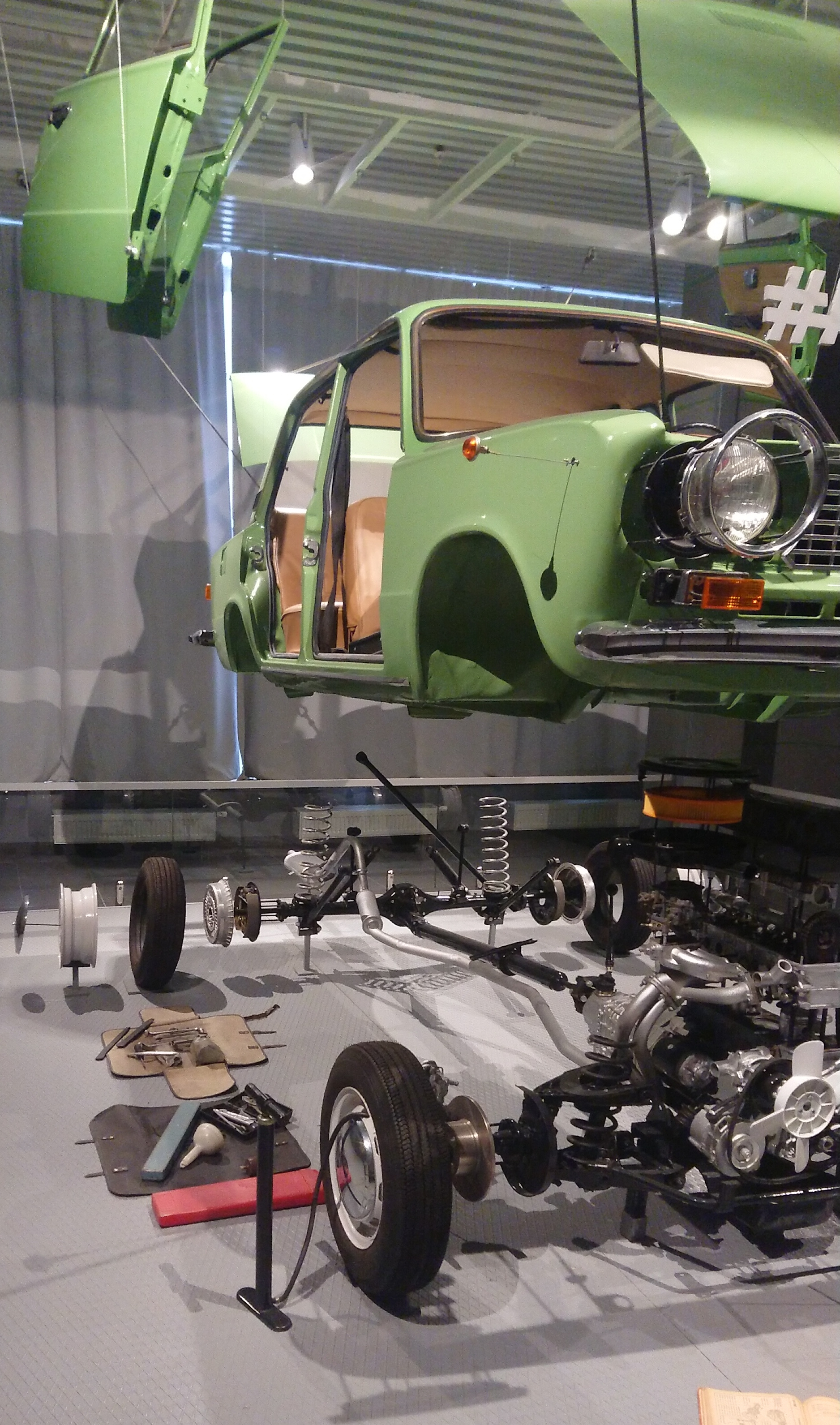

Не менее серьёзным изменениям подверглись ходовая часть и трансмиссия. В итоге ВАЗ-2101 стал отличаться от Fiat 124 тормозами (сзади появились барабанные механизмы), подвеской (передняя подверглась усилению, задняя — полной замене на более современную с пятью реактивными штангами вместо реактивной трубы), карданной передачей (внедрён открытый вал с промежуточной опорой), усиленным сцеплением и доработанной конструкцией синхронизаторов в КПП.
Интересно, что некоторые нововведения были применены в ВАЗ-2101 в целях унификации с люксовой моделью Fiat 124S (ВАЗ-2103). В первую очередь, это травмобезопасные наружные ручки дверей. Также ВАЗ-2101 получил наружное зеркало заднего вида. В общей сложности в конструкцию Fiat 124 было внесено свыше 800 изменений, после чего он получил наименование Fiat 124R.

## Производство
Первые шесть автомобилей ВАЗ-2101 были собраны 19 апреля 1970 года, постоянная работа главного конвейера началась в августе. До конца года в Тольятти собрали 21 530 машин, в 1971 году это количество возросло до 172 175 автомобилей, а пик выпуска ВАЗ-2101 пришёлся на 1973 год, когда было собрано 379 007 экземпляров. На проектную мощность завод вышел в 1974 году.
Для производства комплектующих на ВАЗ-2101 требовалось освоение в Советском Союзе новых технологических стандартов. Это касалось марок сталей, пластмасс, смазочных материалов и резины. Поэтому конструкторам разрешили работать не по советским ГОСТам, а по итальянским техническим условиям.
Поэтому на автомобилях ВАЗ-2101 «Жигули» ранних выпусков можно увидеть клейма Fiat и других иностранных фирм (Bakony, Weber, Stars, Cigala & Bertinetti и др.). Например, рычаги стеклоочистителей изначально поставляла фирма «Magneti Marelli», а замки зажигания с противоугонным устройством, радиоприёмники «Videoton RD-3602» и моторчики стеклоочистителя поставлялись из Венгрии.
Однако вскоре было налажено серийное производства многих деталей для ВАЗ-2101, зарубежные комплектующие стали замещаться советской продукцией. Производство комплектующих для ВАЗа было освоено на ДААЗ, СААЗ, ЛААЗ, Автоприбор, Автонормаль, Балаковорезинотехника и многих других производственных предприятиях.
Производство автомобилей ВАЗ-2101 (в том числе ВАЗ-21011) было прекращено в 1983 году в связи с увеличением производства новой модели ВАЗ-2105. После этого в производстве оставалась только модификация ВАЗ-21013, производство которой завершилось в 1988 году. Всего за период 1970—1988 гг. было выпущено 4 846 900 автомобилей ВАЗ-2101 и его модификаций.
Автомобиль ВАЗ-2101 стал родоначальником целого семейства машин, называемого «классика».

## Модификации

### Массовые

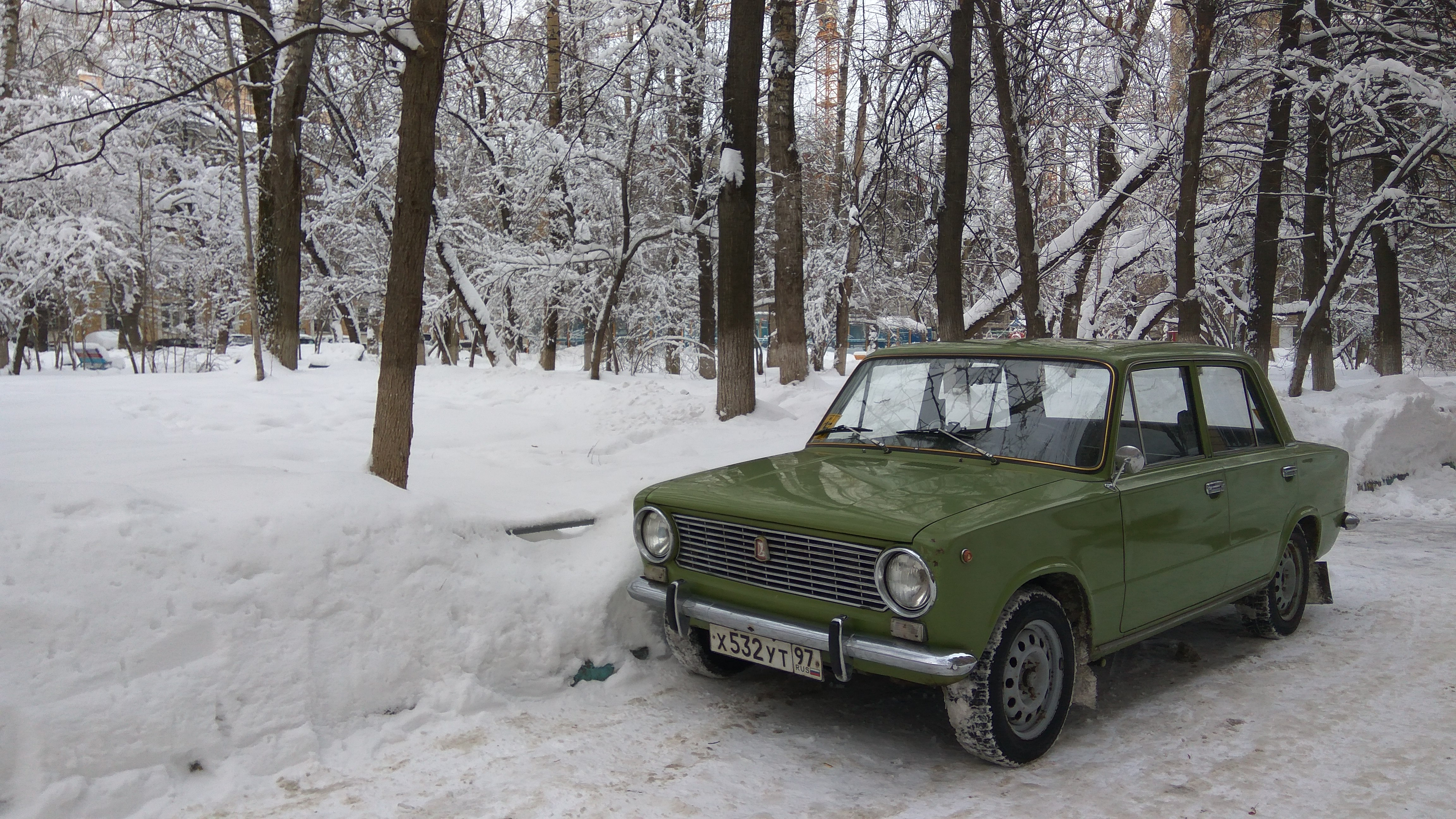
ВАЗ-2101

- ВАЗ-2101 «Жигули» — первоначальный вариант, двигатель 1,2 л и 59 л. с. (1970—1983);

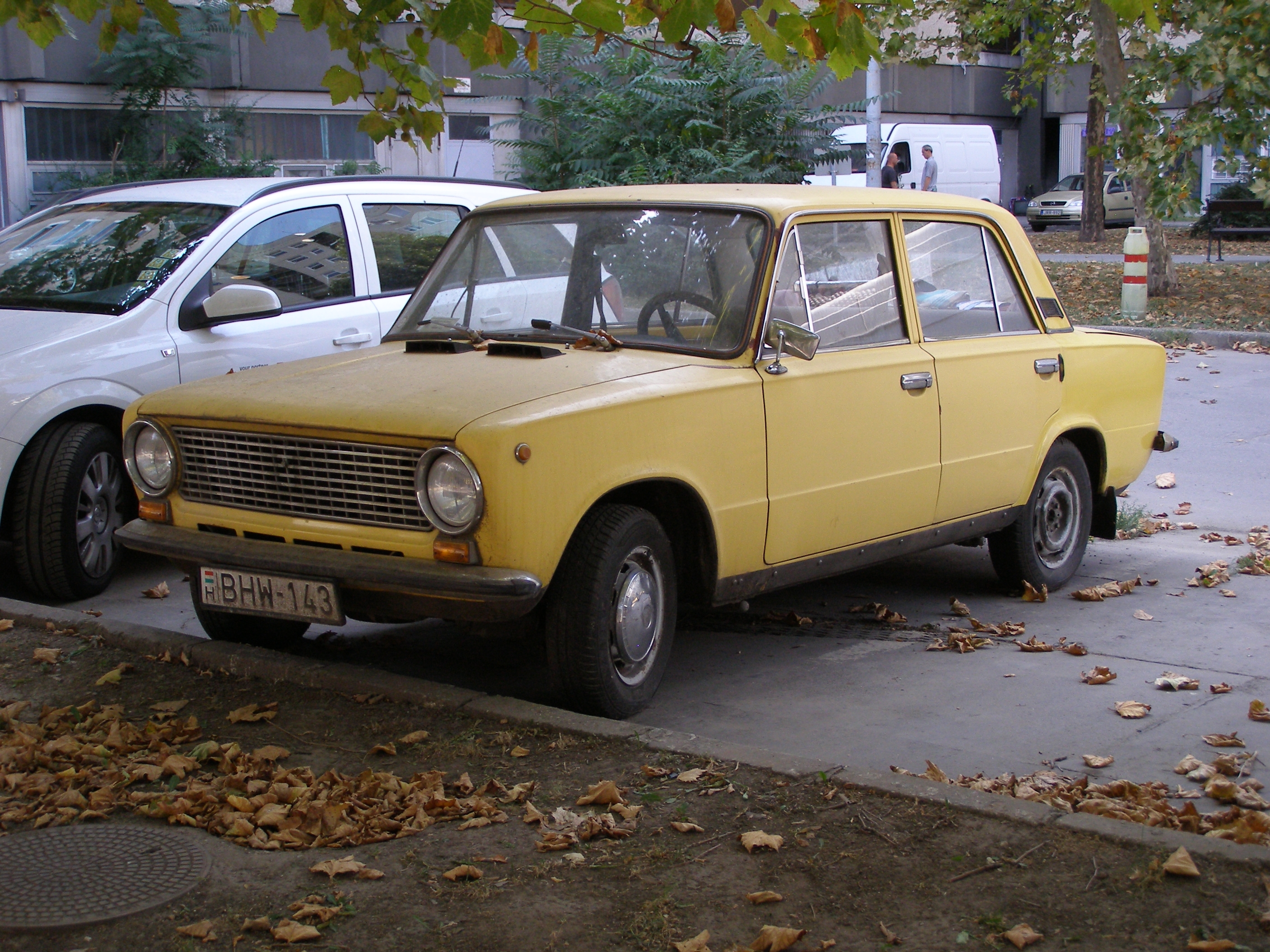
ВАЗ-21011

- ВАЗ-21011 «Жигули-1300/Lada-1300» двигатель 1,3 л и 64 л. с. (1974—1983) — так называемая «ноль одиннадцатая». Основные изменения коснулись модернизации кузова. ВАЗ-21011 оснащали иной решёткой радиатора с более частыми вертикальными прутьями (19 вместо 9 у ВАЗ-2101), в нижней части панели передка появились четыре дополнительных прямоугольных отверстия для лучшего притока воздуха к радиатору системы охлаждения. На бамперах исчезли «клыки», уступив место резиновым накладкам по периметру. Поворотники стали плоскими и из белых превратились в оранжевые, т.к. габаритные огни встроили в рассеиватели фар. На задних стойках кузова ВАЗ-21011 появились отверстия принудительной вытяжной вентиляции салона, прикрытые оригинальными решётками, подобно ВАЗ-2103. Сзади автомобиль также претерпел изменения. Отражатели переместились на ставшие плоскими задние фонари. На месте отражателей 2101 у ВАЗ-21011 появились фонарь заднего хода и шильдик «Жигули-1300» (для экспортных машин — «LADA-1300»). Салон получил более удобные по форме передние сиденья (ковшового типа), идентичные сиденьям от ВАЗ-2103, но с дерматиновой обивкой вместо комбинированной у ВАЗ-2103; руль без хромированного кольца сигнала и с надписью "ВАЗ" по центру (у ВАЗ-2101 она была смещена вправо), ножной омыватель ветрового стекла (в дальнейшем уступивший место электрическому); фон комбинации приборов стал чёрным вместо серебристого у «единички» (в дальнейшем на ВАЗ-2101 это также было внедрено). Ребристые серебристо-серые вставки на приборной панели были заменены вставками «под дерево», изменились декоративные вертикальные канавки на самой панели (с 21 мелкой до 9 крупных, с 1976 года такую панель получил и 2101). Пепельницы из задних подлокотников переместились непосредственно на панели обивки дверей. В дополнение к этому модификация получила более мощный 69-сильный двигатель рабочим объёмом 1,3 л (05.12.1974—10.1983).[7];
- ВАЗ-21013 «Жигули-1200s/Lada-1200s» — является гибридом кузова ВАЗ-21011 и двигателя ВАЗ-2101 (59 л. с., рабочий объём 1,2 л) (1977—1988). Внешним отличием от модели "21011" является только задний шильдик с надписью "LADA 1200s".

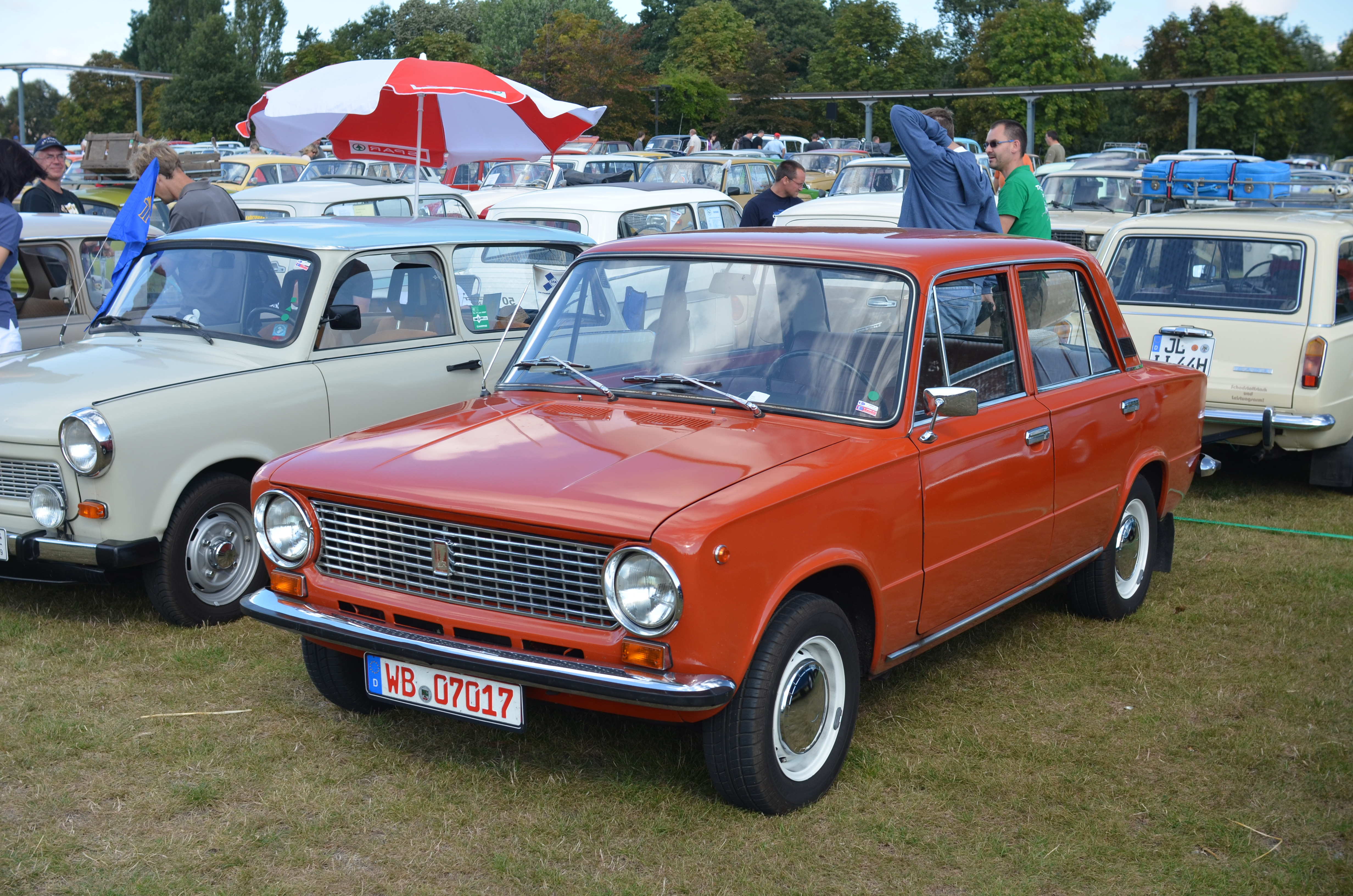
ВАЗ-21011/21013
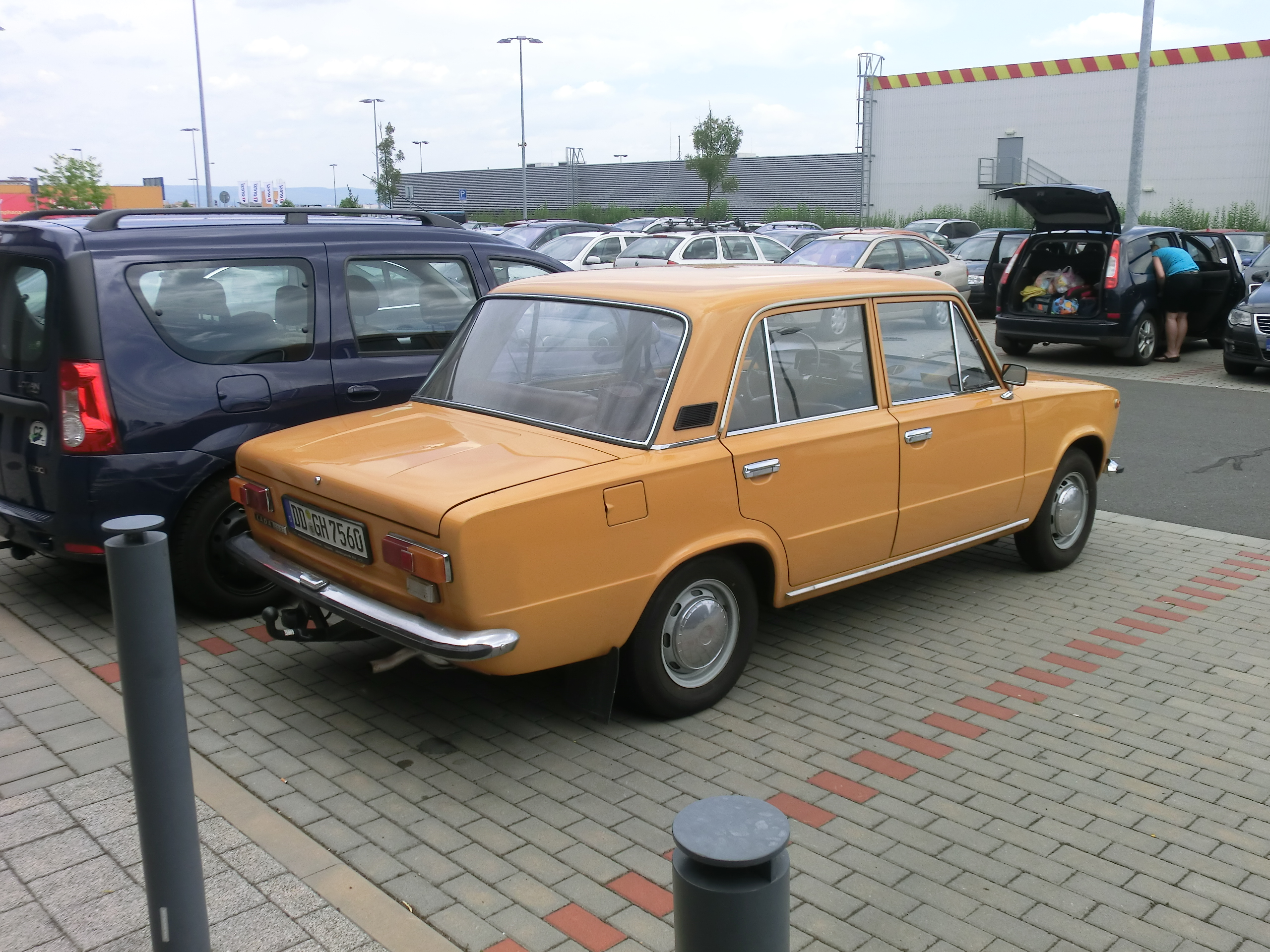
Вид сзади
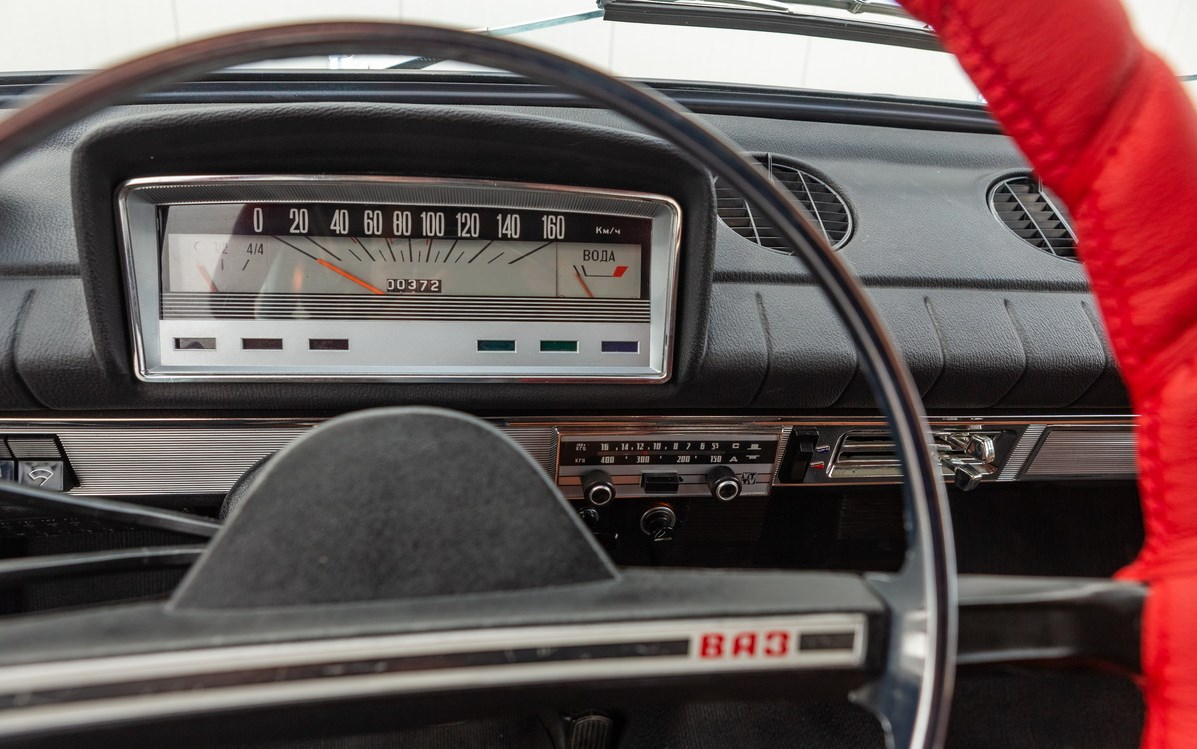
Салон ВАЗ-2101

### Праворульные
Для экспорта в страны с левосторонним движением Волжский автозавод освоил выпуск двух версий «Жигулей» — ВАЗ-21012 и ВАЗ-21014 (на базе ВАЗ-2101 и ВАЗ-21011). Они отличались усиленной пружиной подвески правого переднего колеса, так как при переносе органов управления на правую сторону распределение массы машины оказывалось неравномерным. Годы производства: 1974—1982.

### Малосерийные
- ВАЗ-21015 «Карат» — модификация для спецслужб, оборудованная двигателем ВАЗ-2106, дополнительным бензобаком, пружинами задней подвески от ВАЗ-2102, точками для установки спецоборудования.
- ВАЗ-21018 — экспериментальная модель с односекционным роторным двигателем ВАЗ-311 мощностью 70 л. с. Впервые ВАЗ-21018 был показан на выставке Научно-Технического Творчества Молодёжи в 1982 году. ВАЗ-21018 рассматривался как перспективная модель для постановки на конвейер, однако в серийное производство автомобиль не попал[8];
- ВАЗ-21019 — модель с роторным двигателем ВАЗ-411 (двухсекционный) на 120 л. с.;
- ВАЗ-2101 пикап — вариант с кузовом пикап, имевший грузоподъёмность 250—300 кг[9][10].

### Специальные
- ВАЗ-2101-94  — данная модификация представляла собой ВАЗ-2101, укомплектованный двигателем рабочим объёмом 1,5 л от ВАЗ-2103. Автомобиль в первую очередь предназначался для милиции и спецслужб;
- ВАЗ-21016 — кузов ВАЗ-2101 с 1,3 л двигателем ВАЗ-21011[11].

## Экспорт
Экспортный вариант автомобиля назывался Lada 1200. Свыше 57 тыс. автомобилей было отправлено в страны Социалистического содружества — ГДР, Чехословакию, Болгарию, Венгрию и Югославию. В Восточной Европе ВАЗ-2101 стал достаточно популярным автомобилем, который использовался не только как личный транспорт, но и на службе в полиции и других ведомствах.
Продажи ВАЗ-2101 в странах Северной и Западной Европы (ФРГ, Франция, Великобритания, Австрия, Швейцария, Финляндия, Швеция) начались в 1974 году, когда производство Fiat 124 было прекращено в пользу более современного Fiat 131 Mirafiori. ВАЗ-2101 продавался на экспортных рынках как Lada 1200, Lada 1300, Lada 1200S и Lada 2101.
На Кубе «Жигули» стали очень популярными автомобилями в такси. Часто в «кустарных» условия кубинские таксисты создавали удлинённые версии ВАЗ-2101, широко используемые как маршрутные такси.

## Спортивные достижения

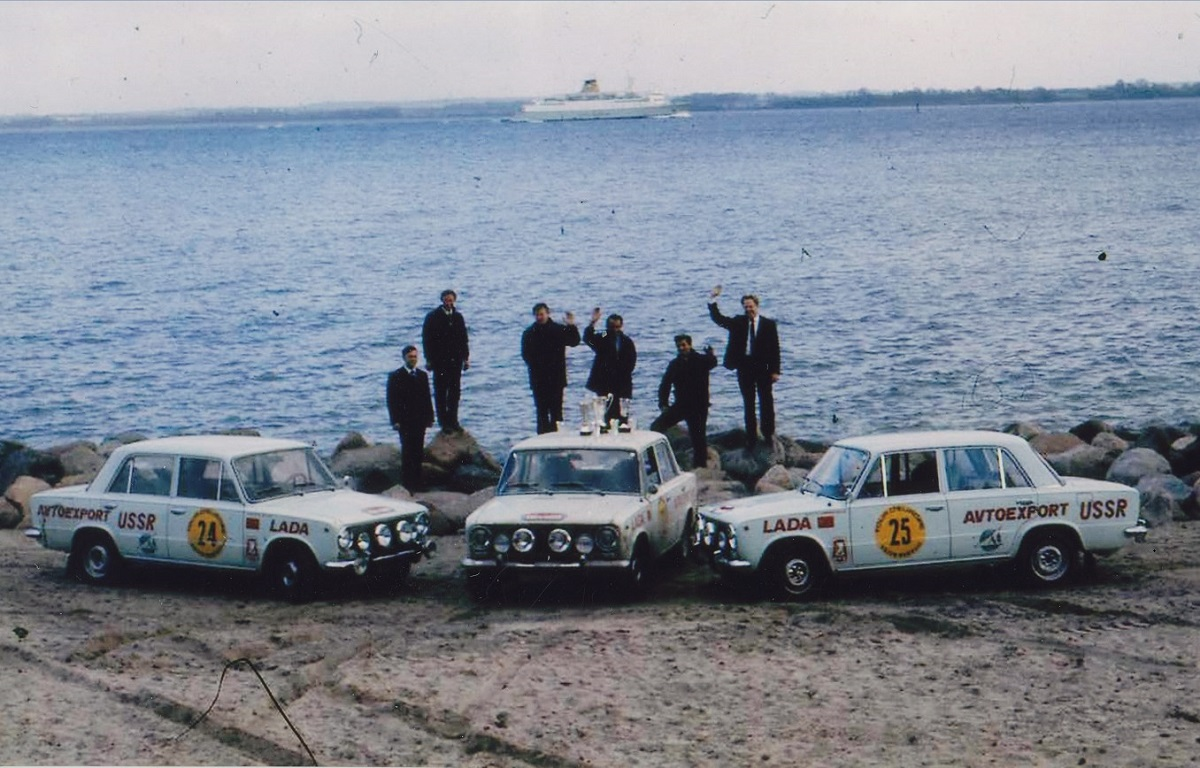
ВАЗ-2101 и их экипажи после финиша «Тур Европы-1971»

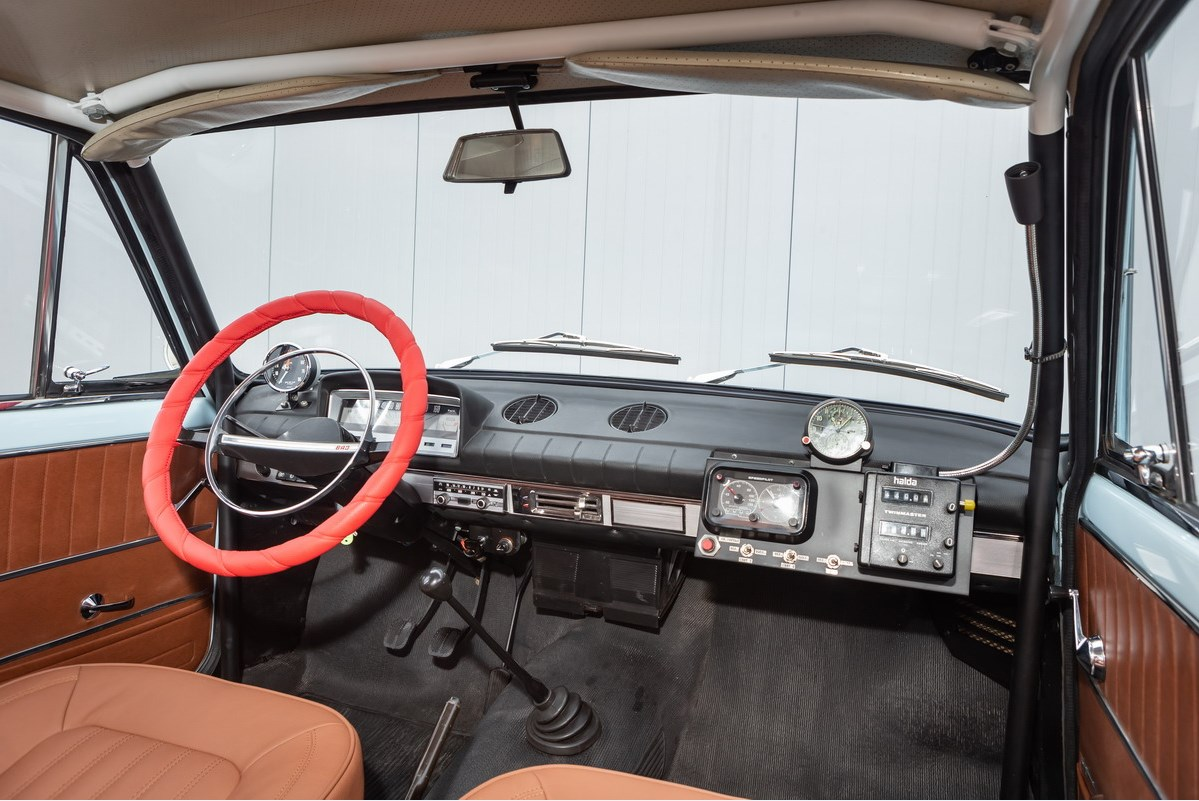
Интерьер раллийного ВАЗ-2101 1970-х годов, реплика

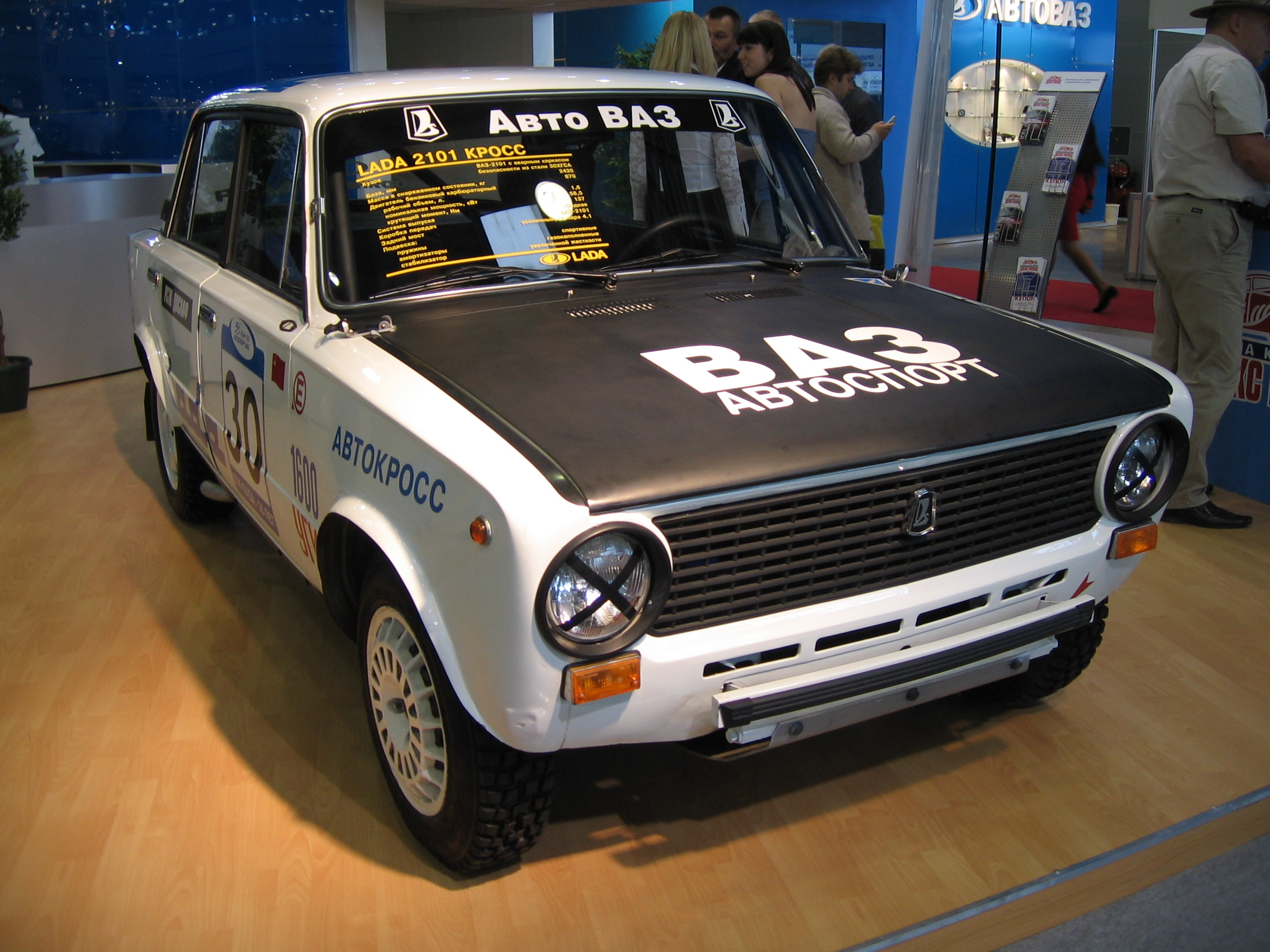
Автокроссовый ВАЗ-21011

Спортивный успех «Жигулей» был обеспечен двигателем с распределительным валом в головке блока цилиндров. Оказалось, что мотор отлично поддается форсировке — советские конструкторы получили отличную возможность для создания спортивных машин.
Дебют ВАЗ-2101 на спортивной арене состоялся в начале 1971 года в Риге на командном первенстве зимнего чемпионата СССР по ралли. Затем прошёл чемпионат СССР по кольцевым гонкам, где тольяттинские машины даже были выведены в отдельный класс «Жигули».

### Тур Европы
В 1971 году внешнеторговое объединение «Автоэкспорт» сформировало две команды советских спортсменов для участия в престижном ралли-марафоне Tour d’Europe, организованного немецким автоклубом ADAC. Протяжённость трассы составляла 14 тыс. км, а маршрут пролегал по территории 16 стран (включая СССР). Первая команда состояла из трёх экипажей, выступавших на ВАЗ-2101, специально подготовленных Волжским автозаводом. Им удалось финишировать в полном составе, заняв 2-е, 9-е и 13-е места в абсолютном зачёте из 39-ти доехавших до финишной черты, и заняв 1-е, 3-е и 4-е места в классе «1300», где финишировало больше всего участников (10). А главное — удалось завоевать «Серебряный кубок» за лучший результат команды, состоящей из трёх автомобилей. Пилоты на ВАЗах оставили позади себя всех представителей второй команды, использовавшей «Москвичи-412». Но «москвичей» заявили 5 штук, и 4 из них дошли до финиша, что и предопределило вручение им более престижного «Золотого кубка» — за лучший результат команды, состоящей из четырёх автомобилей, хотя все они расположились ниже «жигулистов», и произошёл сход одного экипажа.
На «Туре Европы-73» командам, выступающим на ВАЗ-2101, достались как золотой, так и серебряный кубки.

### Старты на Нюрбургринге
Автомобиль ВАЗ-2101 «Жигули» 1971 года выпуска, подготовленный командой СитиМоторспорт, участвовал в гонке исторических автомобилей, проходившей на престижной трассе Нюрбургринг 1 октября 2004 года, и финишировал на тридцатой позиции в абсолюте и на первом месте в классе.

### В других соревнованиях
ВАЗ-2101 в качестве спортивного автомобиля использовалась не только в СССР и соцстранах. Например, в Великобритании в 1982 году стартовал раллийный монокубок под названием Lada Challenge Trophy, в 1984-м он включал 11 этапов и более 20 экипажей-участников.
Впоследствии модель долгие годы не сходила с трасс как внутрисоюзных, так и международных соревнований.

## Галерея

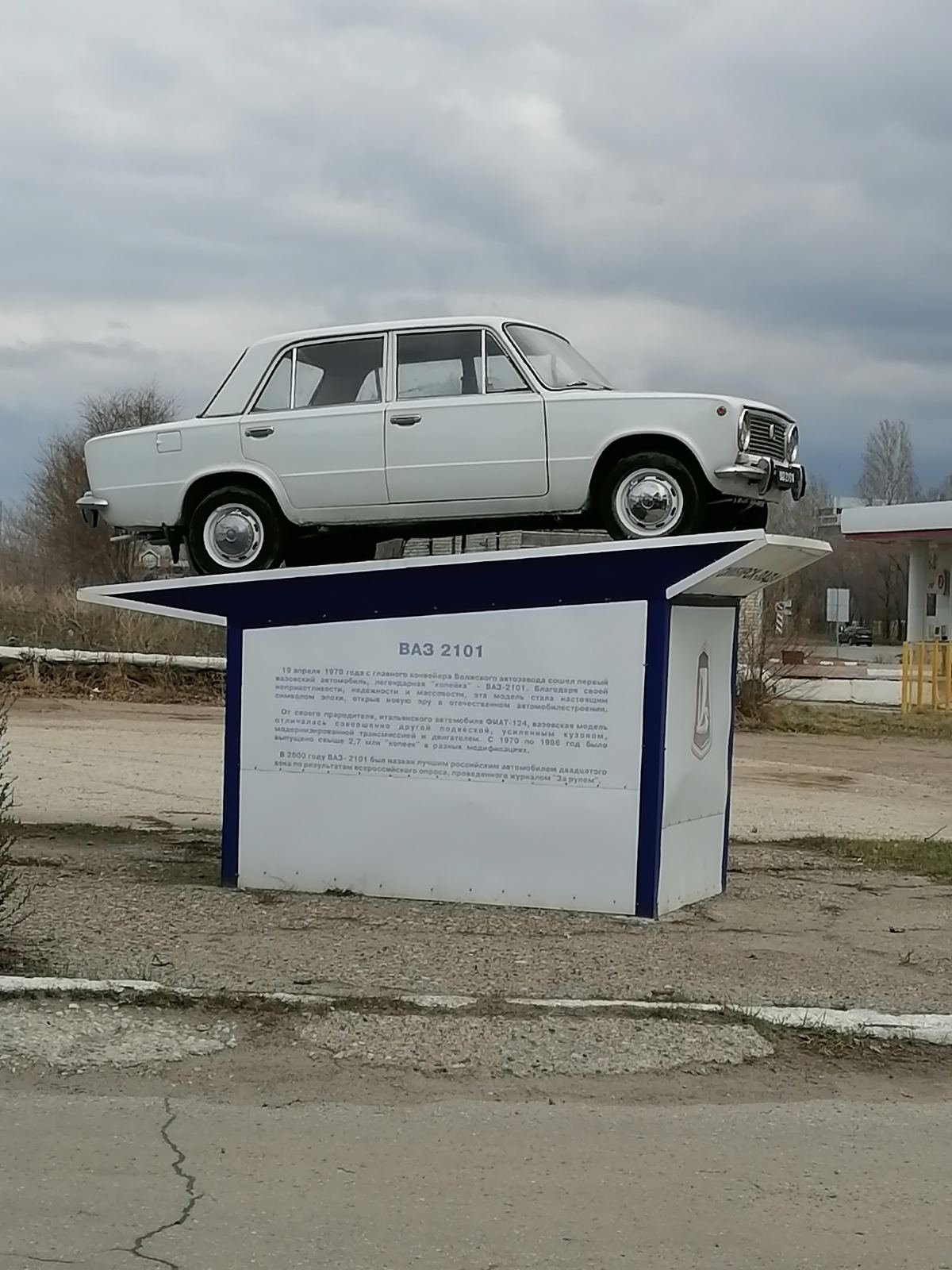
Памятник «Копейке», промплощадка, Новый город (Ульяновск)
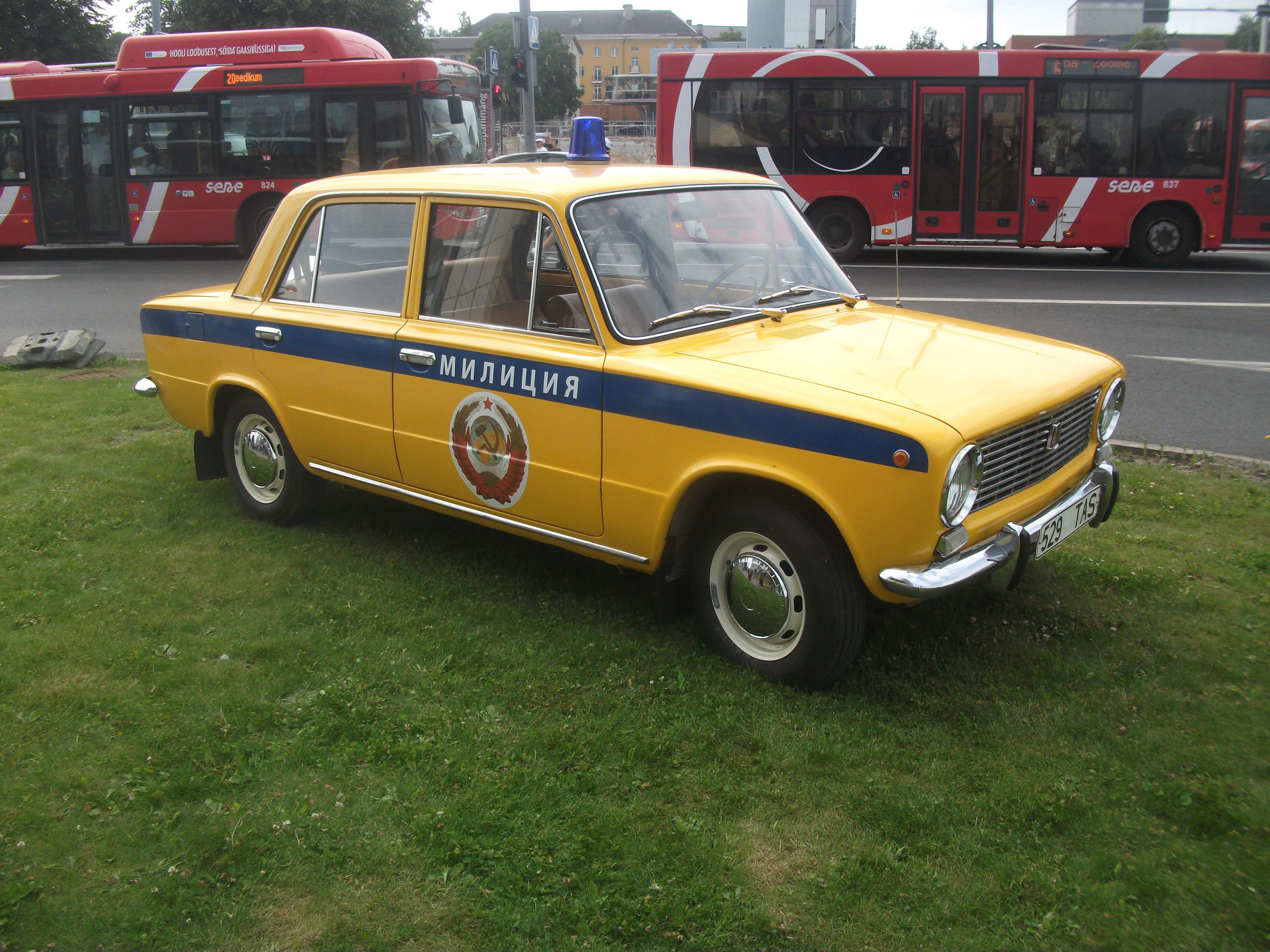
Милицейский ВАЗ-2101 с гербом СССР на выставке в Тарту, июль 2014 года
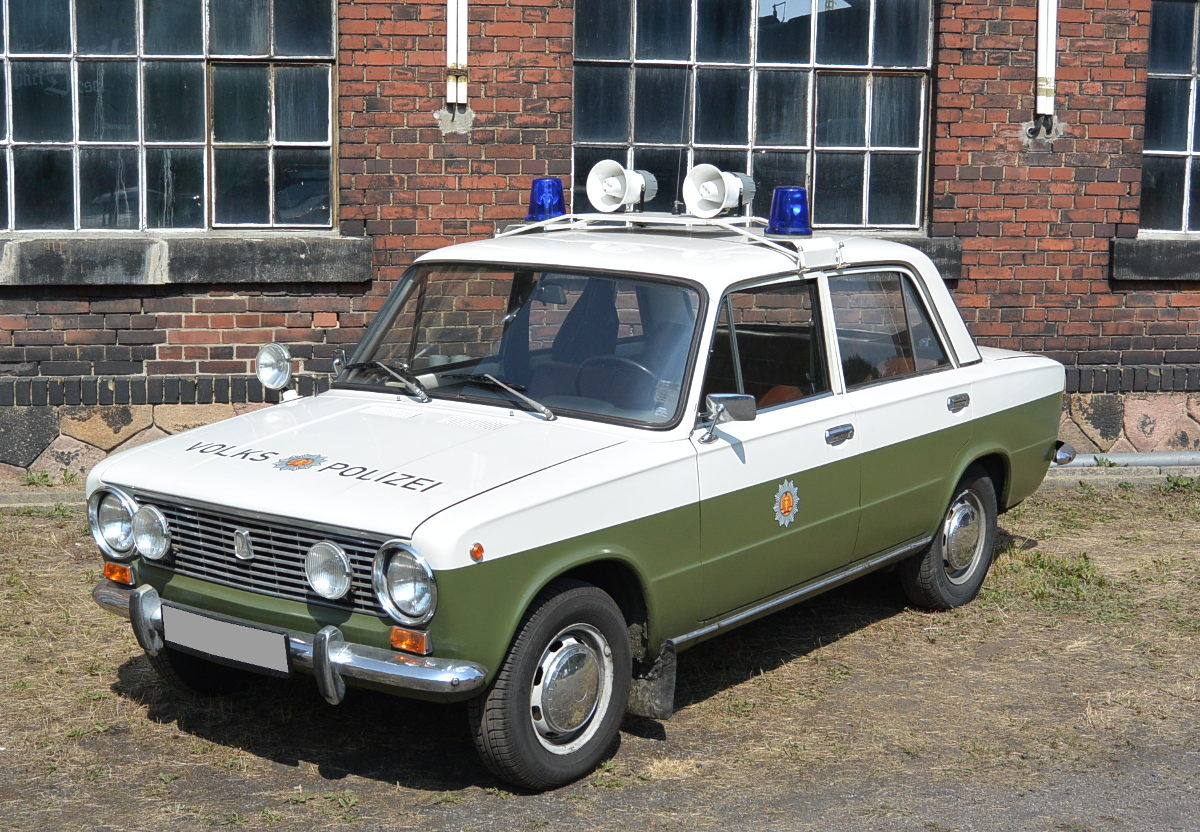
ВАЗ-2101 Народной полиции ГДР
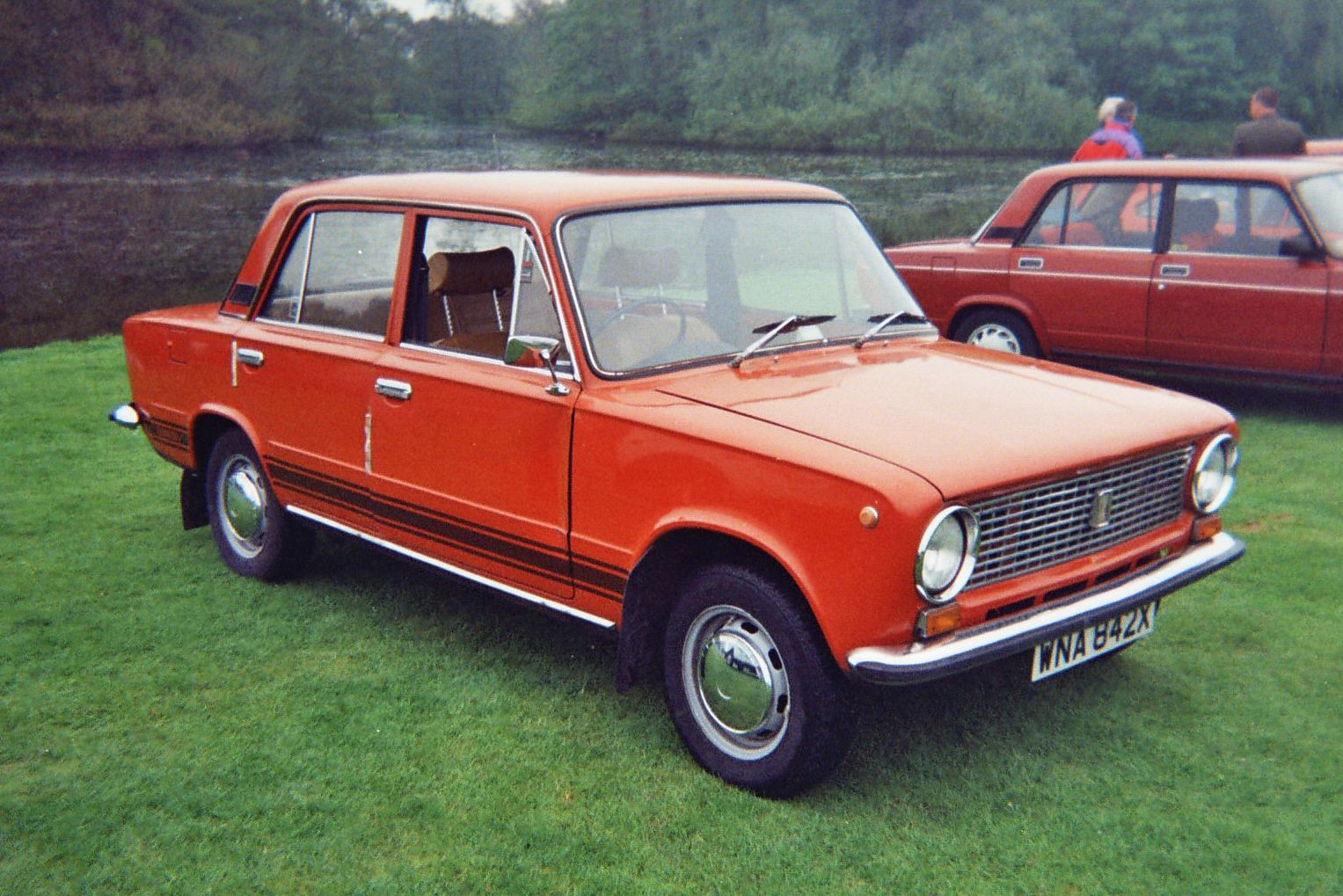
Экспортная праворульная версия Lada 1200 (Великобритания)
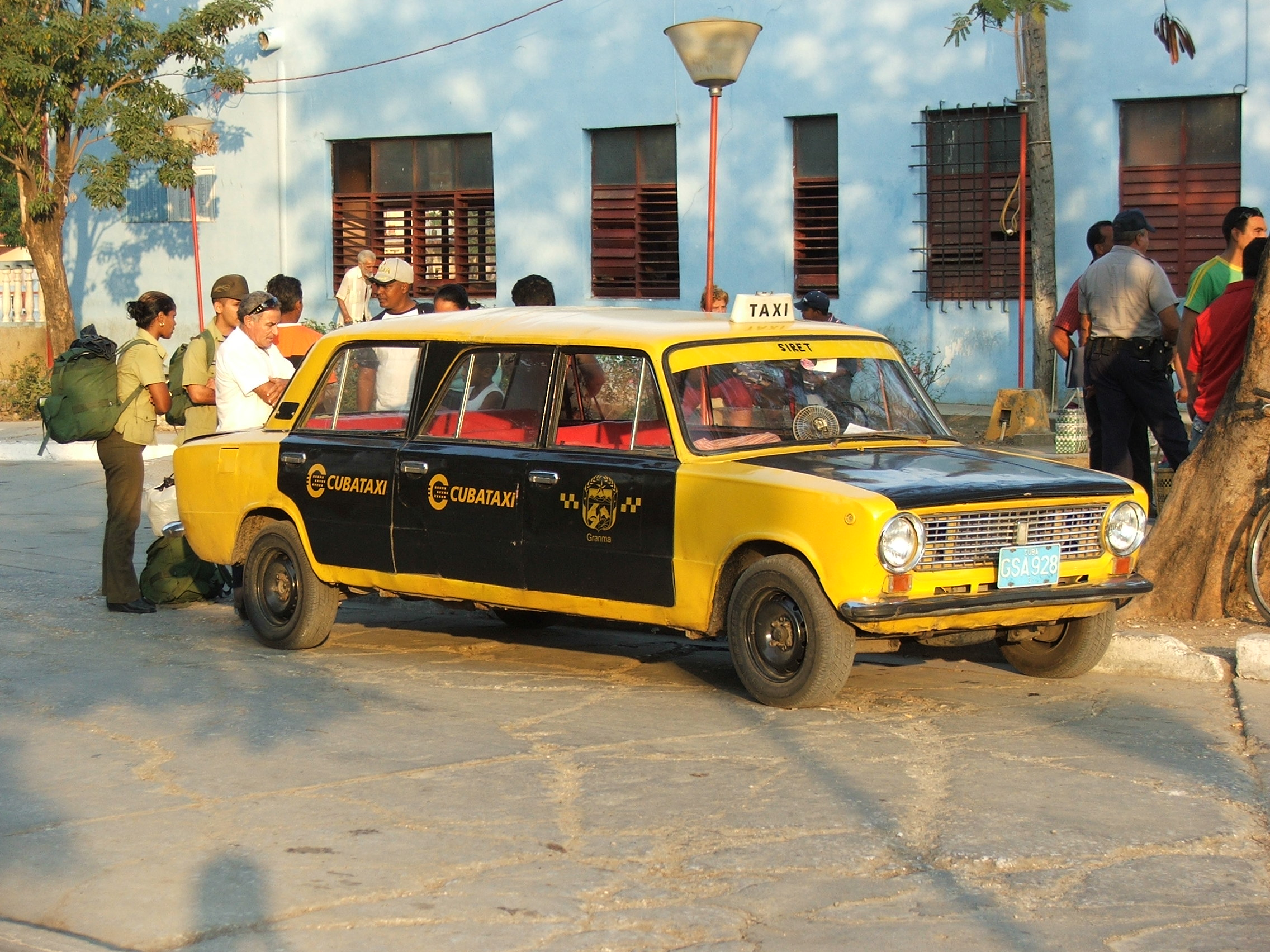
Удлинённое кубинское такси ВАЗ-21011